# Vojna kraljice Ane

Vojna kraljice Ane (1702–1713) ali Tretja indijanska vojna je bila druga v seriji francoskih in indijanskih vojn, ki so se dogajale  v Severni Ameriki med kolonialnimi imperiji Velike Britanije, Francije in Španije; zgodila se je med vladavino Ane, britanske kraljice. V Združenih državah Amerike jo pogosto preučujejo kot samostojen konflikt pod tem imenom, čeprav jo obravnavajo tudi kot ameriško prizorišče vojne za špansko nasledstvo. V Franciji je bila znana kot Druga medkolonialna vojna.
Vojna je bila predvsem spopad med francoskimi, španskimi in angleškimi kolonialnimi ambicijami za nadzor nad severnoameriško celino, medtem ko se je v Evropi bojevala vojna za špansko nasledstvo. Vsaka stran je kot zaveznike pritegnila različne avtohtone skupnosti, bojevala pa se je na štirih frontah.
Na jugu sta španska Florida in angleška provinca Karolina napadli druga drugo, angleški kolonisti pa so se spopadli s francoskimi kolonisti s sedežem v Fort Louis de la Louisiane (blizu današnjega Mobile, Alabama), na vsaki strani pa so bile zavezniške staroselske skupine. Južna vojna ni povzročila bistvenih teritorialnih sprememb, je pa povzročila resno zdesetkanje avtohtonega prebivalstva španske Floride in delov južne Georgie, pri čemer je bila uničena mreža španskih misij na Floridi.
V Novi Angliji so se angleški kolonisti in avtohtoni zavezniki borili proti francoskim kolonistom in njihovim avtohtonim silam, zlasti v Akadiji in na neurejeni meji s Kanado. Mesto Quebec je bilo večkrat tarča britanskih kolonialnih odprav, Britanci pa so leta 1710 zavzeli akadsko prestolnico Port-Royal (Akadija). Francoski kolonisti in Wabanaki konfederacija so si prizadevali preprečiti britansko širitev v Akadijo, katere meja Nova Francija je bila opredeljena kot reka Kennebec v današnjem južnem Mainu. Izvedli so napade v provinci Massachusetts Bay (vključno z Mainom), najbolj znana sta napad na Deerfield leta 1704 in napad na Groton leta 1707, v obeh primerih pa so številne ujetnike odpeljali v Montreal in Kahnawake (vas katoliških Mohawkov) za odkupnino ali posvojitev s strani mohawških družin.
Na Novi Fundlandiji so se angleški kolonisti s sedežem v St. John's, Nova Fundlandija s francoskimi kolonisti iz Placentie, Nova Fundlandija in Labrador, današnje Placentie, prepirali o nadzoru nad otokom. Večina konflikta je bila sestavljena iz gospodarsko uničujočih napadov na naselja. Francoski kolonisti so uspešno zavzeli St. John's leta 1709, vendar so ga britanski kolonisti hitro ponovno zasedli, potem ko so ga Francozi zapustili.
Francoski gusarji s sedežem v Akadiji in Plaisancu so zajeli številne ladje ribiške in ladijske industrije Nove Anglije. Zasebniki so v Plaisance pripeljali 102 ladij plena, kar je bilo med francoskimi ameriškimi kolonijami edino za Martinikom. Pomorski spopad se je končal z britanskim zavzetjem Akadije (Nova Škotska).
Utrechtska pogodba je končala vojno leta 1713, po predhodnem miru leta 1712. Francija je Veliki Britaniji odstopila ozemlja Hudsonovega zaliva, Akadije in Nove Fundlandije, medtem ko je obdržala otok Cape Breton in druge otoke v zalivu sv. Lovrenca. Nekateri pogoji v pogodbi so bili dvoumni, pomisleki različnih avtohtonih skupnosti pa niso bili vključeni, kar je postavilo temelje za prihodnje konflikte.

## Ozadje
Ko je leta 1701 po smrti zadnjega habsburškega monarha Karla II. v Evropi izbruhnila vojna za špansko nasledstvo, so se evropske sile prepirale o nasledstvu. Območje konflikta je bilo sprva omejeno na nekaj sil v Evropi, vendar se je maja 1702, ko je Anglija napovedala vojno Španiji in Franciji, razširilo. Tako Angleži kot Francozi so želeli ohraniti nevtralnost svojih ameriških kolonij, vendar se niso uspeli dogovoriti. Ameriški kolonisti so imeli svoje lastne napetosti, ki so naraščale vzdolž meja, ki so ločevale francoske in angleške kolonije. Zaskrbljeni so bili zaradi meja in upravne oblasti na severnih in jugozahodnih mejah angleških kolonij, ki so se raztezale od province Karolina na jugu do province Massachusetts Bay na severu, z dodatnimi kolonialnimi naselji ali trgovskimi postojankami na Novi Fundlandiji in v Hudson Bayu.
Skupno prebivalstvo angleških kolonij je bilo približno 250.000 ljudi, prevladovali pa sta kolonija  Virginia in Nova Anglija. Kolonisti so bili skoncentrirani vzdolž obale, z majhnimi naselji v notranjosti, ki so včasih segala vse do palaškega gorovja. Kolonisti so le malo vedeli o notranjosti celine zahodno od Apalačev in južno od Velikih jezer. Na tem območju so prevladovale številne zgodovinske avtohtone skupnosti, čeprav so vanj prodrli francoski in angleški trgovci. Španski misijonarji v španski Floridi so ustanovili mrežo misij na Floridi, da bi avtohtone prebivalce spreobrnili v rimskokatoliško vero in razširili svoj vpliv. Špansko prebivalstvo je bilo relativno majhno (približno 1.500), število avtohtonih prebivalcev, ki so jim služili, pa je bilo ocenjeno na 20.000.
Francoski raziskovalci so odkrili ustje reke Mississippi in leta 1699 vzpostavili majhno kolonialno prisotnost v utrdbi Maurepas blizu Biloxija v Mississippiju. Od tam so začeli graditi trgovske poti v notranjost in vzpostavili prijateljske odnose z plemenom Choctaw, veliko skupnostjo, katere sovražniki so bili tudi z Angleži zavezniki Chickasawi. Vse te populacije so do neke mere utrpele škodo zaradi vnosa nalezljivih bolezni, kot so črne koze, ki so bile endemične med zgodnjimi raziskovalci in trgovci. Indijanci niso imeli imunosti in so imeli visoko stopnjo umrljivosti.
Prihod francoskih kolonistov na jug je ogrozil obstoječe trgovske povezave, ki so jih kolonisti iz Karoline vzpostavili v notranjost, kar je ustvarilo napetosti med vsemi tremi silami. Francija in Španija, zaveznici v tem konfliktu, sta bili na nasprotnih straneh nedavno končane devetletne vojne. Nasprotujoče si teritorialne zahteve med Karolino in Florido južno od reke Savannah so bile prekrite s sovraštvom zaradi verskih razlik med rimskokatoliškimi kolonisti Nove Španije in protestantskimi angleškimi kolonisti vzdolž obale.
Na severu je imel konflikt poleg teritorialnih sporov tudi močno gospodarsko komponento. Nova Fundlandija je bila lokacija britanske kolonije v St. John's, Nova Fundlandija in Labrador in francoske kolonije v Placentia, Nova Fundlandija in Labrador, obe strani pa sta imeli tudi številna manjša stalna naselja. Na otoku je bilo tudi veliko sezonskih naselij, ki so jih uporabljali ribiči iz Evrope. Ti kolonisti so šteli manj kot 2.000 angleških in 1.000 francoskih stalnih naseljencev (in veliko več sezonskih obiskovalcev), ki so med seboj tekmovali za ribolov na ribolovnem območju Grand Banks, kjer so lovili tudi ribiči iz Akadije (ki je takrat obsegala celotno Novo Škotsko in New Brunswick) in Massachusettsa.
Meje in razmejitve med Akadijo in Novo Anglijo so ostale negotove kljub bitkam ob meji skozi vojno kralja Viljema. Nova Francija je opredelila mejo Akadije kot reko Kennebec v južnem Mainu. V Norridgewocku in Penobscotu so bile katoliške misije ter francosko naselje v zalivu Penobscot blizu Castine, Maine, ki so bile vse baze za napade na naseljence Nove Anglije, ki so se med vojno kralja Viljema selili proti Akadiji. Obmejna območja med reko Saint Lawrence in predvsem obalnimi naselji Massachusettsa in province New York so še vedno prevladovala avtohtona plemena, predvsem Abenaki na vzhodu in Irokezi zahodno od reke Hudson. Koridor reka Hudson–jezero Champlain je bil v prejšnjih konfliktih uporabljen tudi za roparske odprave v obe smeri. Grožnja avtohtonih ljudstev se je nekoliko zmanjšala zaradi zmanjšanja prebivalstva zaradi bolezni in zadnje vojne, vendar so še vedno predstavljala veliko grožnjo za oddaljena naselja.
Ozemlja Hudsonovega zaliva (znana tudi kot zemlja princa Ruperta) v tej vojni niso bila predmet pomembnih spopadov. Od osemdesetih let 17. stoletja so bili prizorišče številnih sporov med konkurenčnimi francoskimi in angleškimi četami, toda Pogodba iz Ryswicka iz leta 1697 je Franciji pustila nadzor nad vsemi oporiščem v zalivu razen ene. Edini omembe vreden incident je bil francoski napad na oporišče Fort Albany (Ontario) leta 1709. Hudsonova zalivska družb] je bila nezadovoljna, ker Ryswick ni vrnil svojih ozemelj in je v pogajanjih, ki so končala to vojno, uspešno lobirala za njihovo vrnitev.

## Tehnologija in organizacija
Kolonialna vojaška tehnologija, ki se je uporabljala v Severni Ameriki, ni bila tako razvita kot v Evropi. Le nekaj kolonialnih naselij je imelo na začetku vojne kamnite utrdbe, kot so St. Augustine, Florida, Boston, Quebec City in St. John's, Nova Fundlandija in Labrador, čeprav so bile utrdbe Port Royala dokončane zgodaj v vojni. Nekatere vasi in naselja so bila zaščitena z lesenimi palisadami, mnoge pa so imele le utrjene lesene hiše z odprtinami za strele, skozi katere so lahko branilci streljali, in previsnimi drugimi nadstropji, iz katerih so lahko streljali na napadalce, ki so poskušali vdreti spodaj.
Evropejci in kolonisti so bili običajno oboroženi z gladkocevnimi mušketami, ki so imele največji doseg približno 100 m, vendar so bile nenatančne na razdaljah, večjih od polovice te razdalje. Nekateri kolonisti so nosili tudi kopja, medtem ko so avtohtoni bojevniki nosili orožje, ki so jim ga priskrbeli kolonisti ali pa so bili oboroženi z orožjem, kot so bili primitivni tomahavki in loki. Majhno število kolonistov je bilo usposobljenih za upravljanje topov in drugih vrst topništva, ki so bila edino učinkovito orožje za napad na pomembne kamnite ali lesene obrambne objekte.
Angleški kolonisti so bili običajno organizirani v milice, njihove kolonije pa niso imele redne vojaške prisotnosti razen majhnega števila v nekaterih skupnostih Nove Fundlandije. Francoski kolonisti so bili prav tako organizirani v milice, imeli pa so tudi stalno obrambno silo, imenovano troupes de la marine. To silo je sestavljalo nekaj izkušenih častnikov, v njej pa so bili rekruti, poslani iz Francije, ki so šteli med 500 in 1.200 vojakov. Razpršeni so bili po ozemlju Nove Francije, s koncentracijami v večjih naseljenih središčih. Špansko Florido je branilo nekaj sto rednih vojakov; španska politika je bila pomiriti domorodna ljudstva na svojem ozemlju in jim ne dobavljati orožja. Pred vojno je na Floridi živelo približno 8.000 domorodcev, vendar se je to število po napadih angleških kolonistov na začetku vojne zmanjšalo na 200.

## Potek vojne

### Karolina in Florida
Pomembni francoski in angleški kolonisti so na prelomu 18. stoletja razumeli, da bo nadzor nad reko Misisipi imel pomembno vlogo pri prihodnjem razvoju in trgovini, zato so razvili vizionarske načrte za preprečevanje dejavnosti drugega. Francosko-kanadski raziskovalec Pierre Le Moyne d'Iberville je po prejšnji vojni razvil "Projekt sur la Caroline", ki je zahteval vzpostavitev odnosov z domorodci v porečju Misisipija in nato izkoriščanje teh odnosov za izgon angleških kolonistov s celine ali vsaj njihovo omejitev na obalna območja. V prizadevanju za to veliko strategijo je ponovno odkril ustje Mississippija (ki ga je prvi odkril René Robert Cavelier, Sieur de La Salle leta 1670) in leta 1699 ustanovil utrdbo Fort Maurepas. Iz te baze in Fort Louis de la Mobile (ustanovljenega leta 1702), je začel vzpostavljati odnose z lokalnimi ljudstvi Choctaw, Chickasaw,  Natchez in drugimi skupnostmi.
Angleški kolonialni trgovci in raziskovalci iz Karoline so vzpostavili obsežno trgovsko mrežo po jugovzhodnem delu celine, ki se je raztezala vse do Mississippija. Njeni voditelji niso imeli veliko spoštovanja do Špancev na Floridi, vendar so razumeli grožnjo, ki jo je predstavljal prihod Francozov na obalo. Tako guverner Karoline Joseph Blake kot njegov naslednik James Moore starejši sta izrazila vizije širitve proti jugu in zahodu na račun francoskih in španskih interesov.
Iberville se je januarja 1702, preden je v Evropi izbruhnila vojna, obrnil na Špance in priporočil, da se apalaški bojevniki oborožijo in pošljejo proti angleškim kolonistom in njihovim zaveznikom. Španci so organizirali odpravo pod poveljstvom Francisca Roma de Urize; ta se je avgusta odpravila iz Pensacole, Florida v trgovska središča v zaledju Karoline. Angleški kolonisti so bili vnaprej obveščeni o ekspediciji in so organizirali obrambo na čelu reke Flint (Georgia), kjer so premagali špansko vodeno silo in ujeli ali ubili približno 500 špansko vodenih domorodcev.
Guverner Karoline Moore je prejel obvestilo o sovražnostih ter organiziral in vodil sile proti španski Floridi. 500 angleških kolonialnih vojakov in milic ter 300 domorodcev je zavzelo in požgalo mesto St. Augustine na Floridi med obleganjem St. Augustina (1702)]. Angležem ni uspelo zavzeti glavne trdnjave in so se umaknili, ko je iz Havane prispela španska flota. Leta 1706 je Karolina uspešno odbila napad na Charles Town, Južna Karolina, ki so ga sprožile združene španske in francoske amfibijske sile, poslane iz Havane.
Apalači in Timukua španske Floride so bili praktično uničeni v Mooreovem roparskem pohodu, ki je postal znan kot Apalaški pokol leta 1704. Mnogi preživeli teh napadov so bili preseljeni do reke Savannah, kjer so bili zaprti v rezervatih. Napadi so se nadaljevali tudi v naslednjih letih, v njih so bile velike avtohtone sile, včasih pa je bilo vključeno tudi majhno število belcev; to je vključevalo večje pohode, usmerjene v obleganje Pensacole leta 1707 in Mobile leta 1709. Plemena Muscogee (Creek), Yamasee in Chickasaw so bili oboroženi in pod vodstvom angleških kolonistov, ki so v teh spopadih prevladovali na račun Choctawov, Timukuov in Apalačev.

### Akadija in Nova Anglija
Skozi celotno vojno sta Nova Francija in Konfederacija Wabanaki preprečili širitev Nove Anglije v Akadijo, katere mejo je Nova Francija opredelila kot reko Kennebec v južnem Mainu. Leta 1703 je Michel Leneuf de la Vallière de Beaubassin poveljeval nekaj francoskim Kanadčanom in 500 domorodnim bojevnikom Konfederacije Wabanaki ter vodil napade na naselja Nove Anglije od Wellsa v Mainu do Falmoutha (Portland, Maine) v kampanji na severovzhodni obali. Ubili ali ujeli so več kot 300 naseljencev.
Francoske in domorodne sile so izvedle tudi vrsto napadov globoko v Novo Anglijo, katerih cilj je bil zajeti ujetnike. Aktivno se je trgovalo z ujetniki, saj so se družine in skupnosti trudile zbrati odkupnino za njihovo ponovno pridobitev. Februarja 1704 je Jean-Baptiste Hertel de Rouville povedel 250 Abenakob] in Indijancev|Caughnawaga Indijancev (večinoma katoliških Mohawkov) in 50 francoskih Kanadčanov v napadu na Deerfield v provinci Massachusetts Bay. Uničili so naselje, ubili veliko ljudi in ujeli več kot 100 ujetnikov. Te so odpeljali na kopensko potovanje na stotine kilometrov severno do misijonske vasi Kahnawake (Caughnawaga) južno od Montreala. Večino otrok, ki so preživeli potovanje, so posvojile mohawške družine. Več odraslih je bilo kasneje odkupljenih  ali izpuščenih v dogovorjenih izmenjavah zapornikov, vključno z duhovnikom Johnom Williamsom, ki je leta neuspešno poskušal odkupiti svojo hčer Eunice. Popolnoma se je asimilirala in se poročila z Mohawkom. Podobno je bil avgusta 1704 v Marlboroughu, Massachusetts (v delu mesta, ki je kasneje postal Westborough, Massachusetts) izveden napad, od koder so ujetnike odpeljali tudi v Caughnawago. V teh letih je potekala aktivna trgovina s sužnji ujetih kolonistov, skupnosti pa so zbirale sredstva za odkupnino svojih državljanov iz ujetništva staroselcev. Na primer, ujetega dečka Ashurja Ricea so leta 1708 vrnili v Marlborough, potem ko ga je odkupil njegov oče Thomas Rice.
Kolonisti Nove Anglije se niso mogli učinkovito boriti proti tem napadom, zato so se maščevali z odpravo proti Akadiji, ki jo je vodil slavni angleški borec Benjamin Church. Odprava je napadla Grand Pré, Chignecto in druga naselja. Francoski zapisi trdijo, da je Church poskušal napasti glavno mesto Akadije Port Royal, vendar Churchovo poročilo o odpravi opisuje vojni svet, na katerem se je odprava odločila, da ne bo napadla.
Oče Sébastien Rale je bil na splošno osumljen spodbujanja skupnosti Norridgewock proti Novi Angliji, guverner Massachusettsa Joseph Dudley pa je za njegovo glavo razpisal nagrado. Pozimi 1705 je Massachusetts poslal 275 pripadnikov milice pod poveljstvom polkovnika Winthropa Hiltona, da bi zavzeli Raleja in izropali vas. Duhovnika so pravočasno opozorili in je s svojimi dokumenti pobegnil v gozd, vendar je milica požgala vas in cerkev.
Francija in Wabanaki konfederacija sta leta 1705 nadaljevali z napadi na severni Massachusetts, proti katerim se kolonisti iz Nove Anglije niso mogli učinkovito braniti. Napadi so se zgodili prehitro, da bi se obrambne sile lahko organizirale, povračilni napadi pa so običajno naleteli na prazne plemenske tabore in naselja. Po napadih je nastalo zatišje, medtem ko so se voditelji iz Nove Francije in Nove Anglije pogajali o izmenjavi ujetnikov, vendar le z omejenim uspehom. Napadi domorodnih ljudstev so se nadaljevali do konca vojne, včasih s francosko udeležbo.
Maja 1707 je guverner Dudley organiziral odpravo za zavzetje Port Royala pod vodstvom Johna Marcha. Vendar 1.600 možom do obleganja Port Royala ni uspelo zavzeti trdnjave, tudi nadaljnja odprava avgusta je bila  odbita. Francozi so v odgovor razvili ambiciozen načrt za napad na večino naselij v provinci New Hampshire ob reki Piscataqua. Vendar pa potrebne podpore staroselcev ni bilo, zato pa so namesto tega napadli mesto Haverhill v Massachusettsu leta 1708. Leta 1709 je guverner Nove Francije Philippe de Rigaud Vaudreuil poročal, da sta dve tretjini polj severno od Bostona zaradi francoskih in staroselcev neobdelani. Francosko-indijanske vojne skupine so se vračale brez ujetnikov, ker so kolonisti iz Nove Anglije ostali v svojih utrdbah in niso hoteli priti ven.
Oktobra 1710 je 3.600 britanskih in kolonialnih sil pod vodstvom Francisa Nicholsona po enotedenskem obleganju končno zavzelo Port Royal. S tem se je končal uradni francoski nadzor nad polotoškim delom Akadije (današnja celinska Nova Škotska),, čeprav se je odpor nadaljeval do konca vojne. Odpor konfederacije Wabanaki se je nadaljeval v bitki pri Bloody Creeku leta 1711 in napadih vzdolž meje Maina. Preostanek Akadije (današnji vzhodni Maine in Novi Brunswick) je ostal sporno ozemlje med Novo Anglijo in Novo Francijo.

### Nova Francija
Francozi v osrčju Nove Francije  (Kanada) so nasprotovali napadu na provinco New York. Oklevali so vznemirjati Irokeze, ki so se jih bali bolj kot britanskih kolonistov in s katerimi so leta 1701 sklenili Veliki montrealski mir. Newyorški trgovci so nasprotovali napadu na Novo Francijo, ker bi to prekinilo donosno trgovino s krznom staroselcev, ki je večinoma potekala prek Nove Francije. Irokezi so ves čas konflikta ohranili nevtralnost, kljub prizadevanjem Petra Schuylerja, da bi jih pritegnil k vojni. (Schuyler je bil komisar Indijancev v Albanyju, New York.)
Francis Nicholson in Samuel Vetch sta leta 1709 organizirala ambiciozen napad na Novo Francijo z nekaj finančne in logistične podpore kraljice. Načrt je vključeval kopenski napad na Montreal prek jezera Champlain in napad pomorskih sil z morja na mesto Quebec. Kopenska odprava je dosegla južni konec jezera Champlain, vendar je bila odpovedana, ker obljubljena pomorska podpora za napad na Quebec ni bila nikoli zagotovljena. (Te sile so bile preusmerjene za podporo Portugalski.) Irokezi so dali nejasne obljube o podpori za ta prizadevanja, vendar so odlašali s pošiljanjem podpore, dokler ni bilo jasno, da bo odprava propadla. Po tem neuspehu sta Nicholson in Schuyler odpotovala v London v spremstvu Hendricka Tejonihokarawe (kralja Hendricka) in drugih sahemov (poglavarjev), da bi vzbudila zanimanje za severnoameriško mejno vojno. Domorodna delegacija je v Londonu povzročila senzacijo in kraljica Ana jim je podelila avdienco. Nicholson in Schuyler sta bila v svojem prizadevanju uspešna: kraljica je podprla Nicholsonovo uspešno zavzetje Port Royala leta 1710. S tem uspehom se je Nicholson ponovno vrnil v Anglijo in si pridobil podporo za ponovni poskus napada na Quebec leta 1711.
Načrt za leto 1711 je ponovno predvideval napade s kopnega in morja, vendar je bila njegova izvedba katastrofa. Flota 15 linijskih ladij in transportnih vozil z 5.000 vojaki pod vodstvom admirala Hovendena Walkerja je junija prispela v Boston, kar je podvojilo prebivalstvo mesta in močno obremenilo sposobnost kolonije, da zagotovi potrebne zaloge. Ekspedicija je konec julija odplula proti Quebecu, vendar je več njenih ladij v megli nasedlo skalnati obali blizu ustja zaliva reke svetega Lovrenca. Izgubljenih je bilo več kot 700 vojakov in Walker je odpovedal odpravo. Medtem se je Nicholson po kopnem odpravil v Montreal, a je dosegel šele Lake George (jezero), New York, ko je izvedel za Walkerjevo katastrofo in se je tudi obrnil nazaj. V tej odpravi so Irokezi zagotovili več sto bojevnikov za boj proti angleškim kolonistom, hkrati pa so Francozom poslali opozorila o odpravi, s čimer so dejansko igrali na obeh straneh konflikta.

### Nova Fundlandija
Obala Nove Fundlandije je bila posejana z majhnimi francoskimi in angleškimi skupnostmi, nekatere ribiške postaje pa so sezonsko zasedali ribiči iz Evrope. Obe strani sta utrdili svoja glavna mesta, Francozi v Placentiji, Nova Fundlandija in Labrador na zahodni strani polotoka Avalon, Angleži v St. John's, Nova Fundlandija in Labrador in v Conception Bay (glej Carbonear Island). Med vojno kralja Viljema je d'Iberville v letih 1696–97 uničil večino angleških skupnosti in otok je leta 1702 ponovno postal bojišče. Avgusta istega leta se je angleška flota pod poveljstvom komodorja Johna Leakea spustila na oddaljene francoske skupnosti na Novi Fundlandiji, vendar ni poskusila napasti Plaisancea. Pozimi leta 1705 se je francoski guverner Plaisancea Daniel d'Auger de Subercase maščeval in vodil skupno francosko in Mi'kmaq odpravo, ki je uničila več angleških naselij in neuspešno oblegala utrdbo Fort William pri St. John'su. Francozi in njihovi domorodni zavezniki so poleti še naprej nadlegovali Angleže in angleškemu premoženju povzročili škodo v višini 188.000 funtov. Angleži so leta 1706 poslali floto, ki je uničila francoske ribiške postojanke na severni obali otoka. Decembra 1708 je skupna sila francoskih, kanadskih in Mi'kmaq prostovoljcev zavzela St. John's in uničila utrdbe. Vendar jim je primanjkovalo sredstev, da bi obdržali plen, zato so ga zapustili, Angleži pa so St. John's leta 1709 ponovno zasedli in utrdili. (Ista francoska odprava je poskušala zavzeti tudi Ferryland, vendar so se zavzetju uspešno uprli.)
Angleški poveljniki flote so leta 1703 in 1711 razmišljali o napadu na Plaisance, vendar jih niso izvedli, slednjega je izvedel admiral Walker po katastrofi na ustju reke St. Lawrence.

## Mir
Leta 1712 sta Velika Britanija in Francija razglasili premirje, končni mirovni sporazum pa je bil podpisan naslednje leto. V skladu s pogoji Utrechtske pogodbe iz leta 1713 je Velika Britanija pridobila Akadijo (ki jo je preimenovala v Nova Škotska), suverenost nad Novo Fundlandijo, regijo Hudsonov zaliv in karibskim otokom Saint Kitts. Francija je priznala britansko suzerenstvo nad Irokezi in se strinjala, da bo trgovina z avtohtonimi ljudstvi dlje v notranjosti odprta za vse narode. Obdržala je vse otoke v zalivu Saint Lawrence, vključno z otokom Cape Breton in ribolovne pravice na tem območju, vključno s pravico do sušenja rib na severni obali Nove Fundlandije.
V poznejših letih vojne so se mnogi Abenaki naveličali konflikta kljub francoskim pritiskom, da nadaljujejo z napadi na tarče v Novi Angliji. Vendar pa je utrechtski mir prezrl interese staroselcev in nekateri Abenaki so izrazili pripravljenost za mirovna pogajanja z Novo Anglijo. Guverner Dudley je organiziral veliko mirovno konferenco v Portsmouthu, New Hampshire (katere guverner je bil tudi sam). V pogajanjih tam in v Casco Bayu so Abenaki nasprotovali britanskim trditvam, da so Francozi Britaniji odstopili ozemlje vzhodnega Maina in New Brunswicka, vendar so se strinjali s potrditvijo meja pri reki Kennebec in vzpostavitvijo vladnih trgovskih postojank na svojem ozemlju. Pogodba iz Portsmoutha je bila ratificirana 13. julija 1713 s strani osmih predstavnikov nekaterih skupnosti konfederacije Wabanaki; vendar je vsebovala besedilo, ki je uveljavljalo britansko suverenost nad njihovim ozemljem. V naslednjem letu so pogodbo podpisali tudi drugi plemenski voditelji Abenaki, vendar noben Mi'kmaq ni nikoli podpisal te ali katere koli druge pogodbe do leta 1726.

## Posledice

### Akadija in Nova Fundlandija
Izguba Nove Fundlandije in Akadije je omejila francosko prisotnost na Atlantiku na otok Cape Breton. Francozi so bili tja preseljeni z Nove Fundlandije, kar je ustvarilo kolonijo Île-Royale, Francija pa je v naslednjih letih zgradila trdnjavo Louisbourg. Ta prisotnost in pravice do uporabe obale Nove Fundlandije so povzročile nadaljnje trenje med francoskimi in britanskimi ribiškimi interesi, ki ni bilo v celoti rešeno do konca 18. stoletja. Gospodarske posledice vojne so bile na Novi Fundlandiji hude, saj se je ribiška flota znatno zmanjšala. Britanska ribiška flota si je opomogala takoj po sklenitvi miru, in poskušala je preprečiti španskim ladjam ribolov v vodah Nove Fundlandije, kot so to počele prej. Vendar so številne španske ladje preprosto prepisale zastave angleških slamnatih lastnikov, da bi se izognile britanskemu nadzoru.
Britanski zavzem Akadije je imel dolgoročne posledice za Akadijce in Mi'kmake, ki so tam živeli. Britanski vpliv na Novo Škotsko je bil sprva precej šibek, kar so izkoristili francoski in mikmaški voditelji upora. Britanski odnosi z Mikmaki so se po vojni razvili v kontekstu britanske širitve v Novi Škotski in tudi vzdolž obale Maina, kjer so se prebivalci Nove Anglije začeli seliti na ozemlja Abenakov, pogosto v nasprotju s prejšnjimi pogodbami. Niti Abenaki niti Mikmaki niso bili priznani v Utrechtski pogodbi, pogodbo iz Portsmoutha iz leta 1713 pa so oni razlagali drugače kot podpisniki Nove Anglije, zato so se Mikmaki in Abenaki tem vdorom na njihova ozemlja uprli. Ta konflikt so stopnjevali francoski spletkarji, kot je bil Sébastien Rale in sčasoma se je razvil v Dummerjevo vojno (Vojno očeta Ralej) (1722–1727).
Britanski odnosi so bili težavni tudi z nominalno osvojenimi Akadijci. Uprli so se ponavljajočim se britanskim zahtevam, da prisežejo britanski kroni, kar je sčasoma sprožilo Akadijski eksodus Akadijcev na Île-Royale in Île-Saint-Jean (današnji Otok princa Edvarda). Do 1740-ih so francoski voditelji, kot je oče Jean-Louis Le Loutre, s svojimi zavezniki Mi'kmaqi organizirali gverilsko vojno proti britanskim poskusom širitve protestantskih naselij na polotoku Nova Škotska.
Tudi med Francijo in Britanijo so vztrajala trenja glede meja Akadije. Meje so bile nejasne, kot jih je določala pogodba, ki je niti Francozi niso nikoli formalno opisali. Francija je vztrajala, da je v pogodbo vključen le Akadijski polotok (sodobna Nova Škotska razen otoka Cape Breton) in da so ohranili pravice do sodobnega New Brunswicka. Spori glede Akadije so se razplamteli v odprt konflikt med vojno kralja Jurija v 1740-ih in niso bili rešeni vse do britanskega osvajanja vseh francoskih severnoameriških ozemelj v sedemletni vojni.

### Nova Anglija
Provinca Massachusetts Bay in Provinca New Hampshire sta bili na prvi bojni črti vojne, vendar sta koloniji Nove Anglije utrpele manj gospodarske škode kot druga območja. Del stroškov vojne je izravnal pomen Bostona kot središča ladjedelništva in trgovine, skupaj s finančnim izkupičkom, ki ga je povzročila vojaška poraba krone za quebeško odpravo leta 1711.

### Južne kolonije
Španska Florida si od posledic vojne ni nikoli zares opomogla, ne gospodarstvo ali prebivalstvo in je bila po sedemletni vojni odstopljena Veliki Britaniji v Pariški pogodbi iz leta 1763. Domorodna ljudstva, ki so bila ponovno naseljena vzdolž atlantske obale, so bila pod britansko oblastjo razdražena, prav tako tista, ki so bila v tej vojni zavezniki Britancev. To nezadovoljstvo se je razvilo v vojno Yamasee leta 1715, ki je predstavljala veliko grožnjo za sposobnost preživetje Južne Karoline. Izguba prebivalstva na španskih ozemljih je prispevala k ustanovitvi province Georgia leta 1732, ki je bila dodeljena na ozemlju, ki si ga je Španija prvotno lastila, tako kot je bilo to v primeru Karoline. James Moore je v vojni Tuscarora, ki se je začela leta 1711, vojaško ukrepal proti plemenu Tuscarora iz  Severne Karoline, mnogi od njih pa so kot begunci pobegnili na sever, da bi se pridružili svojim jezikovnim bratrancem Irokezom.
Gospodarski stroški vojne so bili visoki v nekaterih južnoangleških kolonijah, vključno s tistimi, ki so bile deležne majhne vojaške aktivnosti. Kolonija Virginija, Provinca Maryland in v manjši meri Provinca Pensilvanija so bile močno prizadete zaradi stroškov pošiljanja svojih izvoznih izdelkov (predvsem tobaka) na evropske trge, poleg tega pa so trpele tudi zaradi več posebej slabih letin. Provinca Južna Karolina si je nabrala znatno dolžniško breme za financiranje vojaških operacij.

### Trgovina
Francozi niso v celoti spoštovali trgovinskih določb Utrechtske pogodbe. Poskušali so preprečiti angleško trgovino z oddaljenimi staroselskimiskupnostmi in na ozemlju Mehiškega zaliva z naseljevanjem New Orleansa leta 1718 in drugimi (neuspešnimi) poskusi širitve v špansko nadzorovani španski Teksas in špansko Florido. Francoske trgovske mreže so prodrle na celino vzdolž vodnih poti, ki so napajale Mehiški zaliv, kar je obnovilo konflikte tako z Britanci kot s Španci. Trgovske mreže, vzpostavljene v porečju reke Mississippi, vključno z dolino reke Ohio, so Francoze pripeljale tudi v večji stik z britanskimi trgovskimi mrežami in kolonialnimi naselji, ki so prečkala Apalače. Nasprotujoče si zahteve glede tega ozemlja so sčasoma privedle do vojne leta 1754, ko je izbruhnila francosko-indijanska vojna.